# FC Hradec Králové
FC Hradec Králové (celým názvem Football Club Hradec Králové) je český profesionální fotbalový klub, který sídlí v Hradci Králové. Ve své historii vyhrál jedenkrát československý ligový titul a jedenkrát český fotbalový pohár. Tým hraje nejvyšší českou soutěž 1. českou fotbalovou ligu. Klub sehrává své domácí utkání na stadionu Malšovická aréna. Klubové barvy jsou černá a bílá.

## Historie
Fotbalový klub Hradce Králové vznikl již více než před sto lety, přesněji v roce 1905 pod názvem SK Hradec Králové. V roce 1922 se mužstvo SK Hradec Králové stalo mistrem Východočeské footballové župy. SK Hradec Králové dobyl 12 bodů ze 14 možných. Nejvyššího vítězství docílil nad S.K. Chrudim 21:0 a nad S. K. Jaroměř 11:2. Dále v přátelských zápasech zvítězil nad: S. K. Slavoj Žižkov 4:0, Allemania Breslau 6:2, Admira Vídeň 8:1, Čechie Karlín 4:2, A.K.F. Kolín 2:0, Makkabi Brno 3:3 a remizoval s A. C. Spartou v Praze 1:1. S. K. Hradec Králové byl v roce 1922 držitelem poháru časopisu „Sport a hry“ a putovního hradeckého poháru. V letech 1918 – 1927 mistrovství východočeské župy vyhrál 5×.

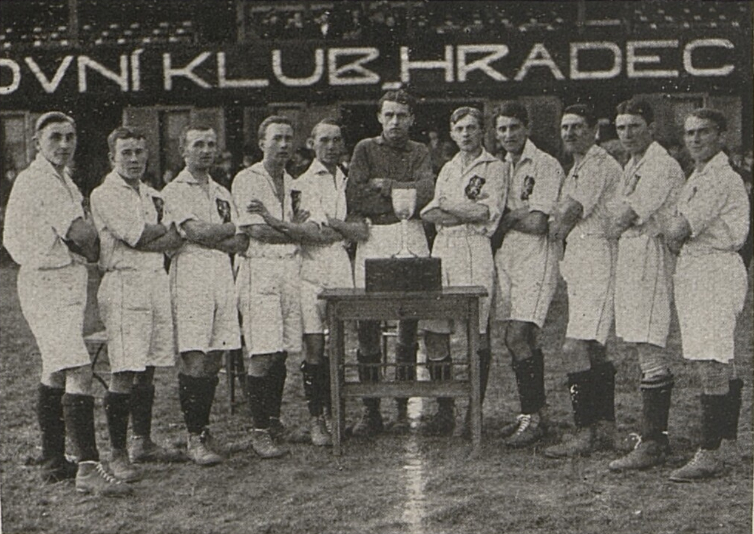
SK Hradec Králové 1922 (Balcar, Mácha V., Valenta, Mácha A., Koza, Reichert, Hušák, Vlček, Bělohoubek, Petrovický, Slezák)

Později byl však přejmenován na Sokol Hradec Králové a v roce 1953 Spartak Hradec Králové, poté na Sportovní klub policie. Po listopadu 1989 byl přejmenován na SK FOMA, později na SK Hradec Králové až k dnešnímu názvu FC Hradec Králové.
Klub vyhrál v sezóně 1959/60 jako nováček první ligu. Z nedaleké Dukly Pardubice, kde se střídaly každý rok talenty z celé republiky, se Hradeckým podařilo vždy „připoutat“ nějakého dobrého hráče. A když se podařilo udržet jednoho z nejlepších stoperů té doby Jiřího Hledíka, měli najednou silné mužstvo s vynikajícími brankáři Jindrou a Paulusem, Pičmanem v obraně, Krejčím v záloze a se střelcem Kvačkem. Po podzimu byl Hradec šestý, o pět bodů za Duklou. Po skončení sezóny stanuli hradečtí fotbalisté v čele ligy s dvoubodovým náskokem před Slovanem Bratislava a Duklou Praha.
O titul se zasloužili:
Jindra, Matys, Paulus – Andrejsek, Runštuk, Hledík, Pičman – Krejčí, Michálek – Buránsky, Pokorný, Kvaček, Černý, Malík, Čermák, Macek, Kopečný, Šarman, Tauchen, Tomášek. Trenér Jiří Zástěra.
V PMEZ postoupilo mužstvo v ročníku 1960/1961 do čtvrtfinále. V prvním kole měli mít za soupeře CCA Bukurešť, ale Rumuni se vzdali účasti. Ve druhém kole narazili na řeckého mistra Panathinaikos Athény, po vítězství 1:0 doma a bezbrankové remíze postoupili. Ve čtvrtfinále byla nad síly Hradce FC Barcelona ze Španělska. V té době se žádný český tým tak daleko nedostal. V tomto ročníku odehrál Hradec Králové také první zápas na novém Všesportovnímu stadionu a dostal se do finále domácího poháru. V následující sezoně se pak „Votroci“ dostali do základní skupiny Středoevropského poháru. Trvalé stěhování na Všesportovní stadion nastalo v ročníku 1966/1967, mezitím a potom Hradec hrál Fotbalovou ligu Československa a druhou ligu. V sezoně 1985/1986 zaznamenal úspěch i dorost, když získal titul.
V sezóně 1994/1995 vyhráli „Votroci“ Pohár ČMFS a zajistili si tak účast v PVP 1995/1996, kde postoupil do 2. kola. Zde byli vyřazeni ruským celkem FK Dynamo Moskva. Královéhradecký útočník Petr Samec však stačil vsítit celkem 9 gólů a stal se tak nejlepším střelcem Poháru vítězů pohárů tohoto ročníku. Poté se opět střídali účasti ve druhé nejvyšší soutěži a první ligy. V sezoně 2010/2011 Gambrinus ligy porazili hned v prvním kole tehdy úřadujícího mistra Spartu Praha, A-mužstvo Hradce skončilo na nováčka skvělém osmém místě tabulky a ligový primát po 25 letech vybojovali dorostenci.
V ročníku 2012/13 Gambrinus ligy klub sestoupil po třech sezónách v nejvyšší lize do druhé ligy. Rozhodla o tom porážka 0:3 se Slavií Praha v předposledním ligovém kole.
V následující sezoně 2013/14 Fotbalové národní ligy klub po roce postoupil zpět do nejvyšší české soutěže. Rozhodlo o tom poslední 30. kolo, kdy mužstvo vyhrálo na půdě rivala z Pardubic 1:0 a skončilo na druhém místě tabulky. Poté se opět střídali roky v nejvyšší soutěži a druhé lize. Část prvoligového ročníku 2016/2017 museli „Votroci“ odehrát na Městském stadionu v Mladé Boleslavi, jelikož bylo potřeba udělat nové zázemí pro VIP hosty a média. Na podzim 2017 byla zbourána nadzemní část západní tribuny, ze které zůstal pouze sypaný val. Stadion byl rekonstruován i v minulosti. Po třech letech ve druhé lize následoval návrat do nejvyšší soutěže v sezoně 2020/2021, v něm odehráli proti týmu SK Líšeň v jarní části poslední zápas na starém stadionu. Na podzim 2021 začala bourání „stánku“ a následná výstavba nové Malšovické arény. Hradečtí fotbalisti hráli proto v ročnících 2021/2022 a 2022/2023 opět v azylu na stadionu v Mladé Boleslavi. Na nové Malšovické aréně nastupují od sezony 2023/2024.

## Historické názvy
Zdroj: 
- 1905 – SK Hradec Králové (Sportovní klub Hradec Králové)
- 1949 – Sokol Hradec Králové
- 1950 – Škoda Hradec Králové
- 1953 – Spartak Hradec Králové ZVÚ (Spartak Hradec Králové Závody vítězného února)
- 1956 – Spartak Hradec Králové
- 1978 – Spartak ZVÚ Hradec Králové (Spartak Závody Vítězného Února Hradec Králové)
- 1989 – RH Spartak ZVÚ Hradec Králové (Rudá hvězda Spartak Závody vítězného února Hradec Králové)
- 1990 – SKP Spartak Hradec Králové (Sportovní klub policie Spartak Hradec Králové)
- 1993 – SKP Fomei Hradec Králové (Sportovní klub policie Fomei Hradec Králové)
- 1994 – SK Hradec Králové (Sportovní klub Hradec Králové)
- 2005 – FC Hradec Králové, a.s. (Football Club Hradec Králové, akciová společnost)

## Soupiska
| #  | Pozice | Hráč            |
| -- | ------ | --------------- |
| 1  | B      | Patrik Vízek    |
| 2  | O      | David Ludvíček  |
| 4  | O      | Tomáš Petrášek  |
| 5  | O      | Filip Čihák     |
| 6  | Z      | Václav Pilař    |
| 7  | O      | Jakub Uhrinčať  |
| 8  | Z      | Alexandr Sojka  |
| 9  | Z      | Lukáš Čmelík    |
| 10 | Ú      | Mick van Buren  |
| 11 | Z      | Samuel Dancák   |
| 12 | B      | Adam Zadražil   |
| 14 | Ú      | Jakub Hodek     |
| 16 | Z      | Vladimír Darida |

| #  | Pozice | Hráč           |
| -- | ------ | -------------- |
| 17 | Z      | Ondřej Mihálik |
| 20 | B      | Matyáš Vágner  |
| 21 | O      | Štěpán Harazim |
| 22 | O      | Petr Kodeš (C) |
| 23 | Ú      | Lukáš Hruška   |
| 24 | O      | Martin Hlaváč  |
| 25 | O      | František Čech |
| 26 | Z      | Daniel Horák   |
| 28 | Z      | Jakub Kučera   |
| 38 | Ú      | Adam Griger    |
| 58 | Z      | Adam Vlkanova  |
| 77 | Z      | Lucas Kubr     |

### Změny v kádru v letním přestupovém období 2025
| Odchody |          |                    |     |                            |                           |
| Poz.    | Nár.     | Hráč               | Věk | Kam odešel                 | Typ                       |
| O       | Česko    | David Heidenreich  | 25  | 1. FC Tatran Prešov        | Roční hostování           |
| O       | Ukrajina | Daniil Holovatskyi | 21  | 1. SK Prostějov            | Půlroční hostování        |
| O       | Česko    | Jakub Klíma        | 26  | FC Zbrojovka Brno          | Konec smlouvy             |
| O       | Česko    | Karel Spáčil       | 22  | FC Viktoria Plzeň          | Konec hostování           |
| Z       | Česko    | Daniel Samek       | 21  | US Lecce                   | Konec hostování           |
| Z       | Česko    | Tom Slončík        | 20  | FC Viktoria Plzeň          | Konec hostování           |
| Ú       | Česko    | Filip Firbacher    | 23  | SK Dynamo České Budějovice | Půlroční hostování s opcí |
| Ú       | Česko    | Daniel Hais        | 22  | 1. SK Prostějov            | Roční hostování           |
| Ú       | Česko    | Petr Juliš         | 22  | FC Slovan Liberec          | Přestup                   |
| Ú       | Česko    | David Jurčenko     | 21  | MFK Chrudim                | Po skončení smlouvy       |
| Ú       | Česko    | Matěj Náprstek     | 21  | FK Teplice                 | Přestup                   |
| Ú       | Česko    | Ondřej Šašinka     | 27  | MFK Ružomberok             | Přestup                   |

| Příchody |            |                    |     |                            |                            |
| Poz.     | Nár.       | Hráč               | Věk | Odkud přišel               | Typ                        |
| O        | Ukrajina   | Daniil Holovatskyi | 21  | FC Sellier & Bellot Vlašim | Návrat z hostování         |
| O        | Česko      | David Ludvíček     | 23  | FK Dukla Praha             | Přestup                    |
| O        | Slovensko  | Jakub Uhrinčať     | 23  | AC Sparta Praha „B“        | Přestup                    |
| Z        | Česko      | Vladimír Darida    | 34  | Aris Soluň                 | Po skončení smlouvy        |
| Z        | Česko      | Lucas Kubr         | 21  | FC Zbrojovka Brno          | Přestup                    |
| Z        | Česko      | Alexandr Sojka     | 22  | FC Viktoria Plzeň          | Přestup                    |
| Ú        | Nizozemsko | Mick van Buren     | 32  | KS Cracovia                | Přestup                    |
| Ú        | Česko      | Filip Firbacher    | 23  | FK Varnsdorf               | Návrat z hostování         |
| Ú        | Slovensko  | Adam Griger        | 21  | Granada CF                 | Změna hostování na přestup |
| Ú        | Česko      | Daniel Hais        | 22  | FC Silon Táborsko          | Návrat z hostování         |
| Ú        | Česko      | Jakub Hodek        | 23  | FK Dukla Praha             | Přestup                    |
| Ú        | Česko      | Matěj Náprstek     | 21  | MFK Chrudim                | Návrat z hostování         |

### B-tým
Soupiska rezervního týmu, který nastupuje v ČFL
| # | Pozice | Hráč           |
| - | ------ | -------------- |
|   | B      | Marek Čábelka  |
|   | B      | Ondřej Novotný |
|   | B      | Matyáš Vágner  |
|   | O      | Daniel Hypšman |
|   | O      | Vojtěch Baloun |
|   | O      | Vojtěch Blažek |
|   | O      | Jakub Zeman    |
|   | O      | Marek Kadrmas  |
|   | O      | Martin Hlaváč  |
|   | Z      | Tadeáš Boniš   |

| # | Pozice | Hráč           |
| - | ------ | -------------- |
|   | Z      | Matěj Hampl    |
|   | Z      | Tomáš Kareš    |
|   | Z      | Jakub Kosař    |
|   | Z      | Jan Mahr       |
|   | Z      | Tomáš Fejgl    |
|   | Z      | Jan Vobejda    |
|   | Z      | Vítek Šimon    |
|   | Ú      | David Jurčenko |
|   | Ú      | Lukáš Hruška   |
|   | Ú      | Ondřej Šašinka |
|   | Ú      | Petr Chudý     |

## Úspěchy A–týmu
| Domácí medaile (2) |
| - Mistrovství ČSF - – SK Hradec Králové: 1922 - Československá nejvyšší fotbalová soutěž (1× vítěz) - – Spartak Hradec Králové: 1959/60 - Český fotbalový pohár (1× vítěz) - – SK Hradec Králové: 1994/95                         |
| Menší úspěchy |
| - Východočeská župa fotbalová (1× vítěz) - – SK Hradec Králové: 1926 - Perleťový pohár (3× vítěz) - – Spartak Hradec Králové: 1964, 1965; Spartak ZVÚ Hradec Králové: 1988 - Tipsport liga (1× vítěz) - – FC Hradec Králové: 2015 |

## Kronika klubu

### Souhrn působení
- 29 ročníků v 1. lize
- 29 ročníků v 2. lize
- 3 ročníky ve 3. lize
- 34 ročníků v různých nižších soutěžích před rokem 1945 (obdoba 2. ligy či divize)

## Umístění v jednotlivých sezonách
Stručný přehled
Zdroj: 
- 1934–1937: Divize českého venkova
- 1937–1941: Východočeská divize
- 1941–1942: I. A třída
- 1942–1948: Východočeská divize
- 1949: Zemská soutěž – sk. ?
- 1950: Krajská soutěž – sk. ?
- 1951: Krajská soutěž – Hradec Králové
- 1952: Krajský přebor – Hradec Králové
- 1953–1955: Celostátní československá soutěž – sk. A
- 1956–1958: 1. liga
- 1958–1959: 2. liga – sk. A
- 1959–1964: 1. liga
- 1964–1965: 2. liga – sk. A
- 1965–1967: 1. liga
- 1967–1969: 2. liga – sk. A
- 1969–1972: 2. liga
- 1972–1973: 1. liga
- 1973–1975: 2. liga
- 1975–1977: 3. liga – sk. B
- 1977–1980: ČNFL – sk. B
- 1980–1981: 1. liga
- 1981–1983: 1. ČNFL
- 1983–1984: 2. ČNFL – sk. B
- 1984–1987: 1. ČNFL
- 1987–1989: 1. liga
- 1989–1990: 1. ČNFL
- 1990–1993: 1. liga (ČSR)
- 1993–2000: 1. liga (ČR)
- 2000–2001: 2. liga
- 2001–2003: 1. liga
- 2003–2010: 2. liga
- 2010–2013: 1. liga
- 2013–2014: Fotbalová národní liga
- 2014–2015: 1. liga
- 2015–2016: Fotbalová národní liga
- 2016–2017: 1. liga
- 2017–2021: Fortuna:Národní liga
- 2021–: 1. liga

Jednotlivé ročníky
Zdroj: 
Legenda: Z – zápasy, V – výhry, R – remízy, P – porážky, VG – vstřelené góly, OG – obdržené góly, +/- – rozdíl skóre, B – body, červené podbarvení – sestup, zelené podbarvení – postup, fialové podbarvení – reorganizace, změna skupiny či soutěže
| Československo (1934 – 1938)             |                                                                  |                                                                  |                                                                  |                                                                  |                                                                  |                                                                  |                                                                  |                                                                  |                                                                  |                                                                  |                                                                  |
| Sezóna                                   | Liga                                                             | Úroveň                                                           | Z                                                                | V                                                                | R                                                                | P                                                                | VG                                                               | OG                                                               | +/-                                                              | B                                                                | Pozice                                                           |
| 1934/1935                                | Divize českého venkova                                           | 2                                                                | 22                                                               | 9                                                                | 5                                                                | 8                                                                | 44                                                               | 39                                                               | +5                                                               | 23                                                               | 4.                                                               |
| 1935/1936                                | Divize českého venkova                                           | 2                                                                | 22                                                               | 15                                                               | 0                                                                | 7                                                                | 53                                                               | 35                                                               | +18                                                              | 30                                                               | 1.                                                               |
| 1936/1937                                | Divize českého venkova                                           | 2                                                                | 20                                                               | 8                                                                | 1                                                                | 11                                                               | 45                                                               | 53                                                               | -8                                                               | 17                                                               | 7.                                                               |
| 1937/1938                                | Východočeská divize                                              | 2                                                                | 18                                                               | 8                                                                | 4                                                                | 6                                                                | 49                                                               | 71                                                               | -22                                                              | 20                                                               | 5.                                                               |
| 1938/1939                                | Východočeská divize                                              | 2                                                                | 18                                                               | 5                                                                | 2                                                                | 11                                                               | 36                                                               | 49                                                               | -13                                                              | 12                                                               | 9.                                                               |
| Protektorát Čechy a Morava (1939 – 1944) |                                                                  |                                                                  |                                                                  |                                                                  |                                                                  |                                                                  |                                                                  |                                                                  |                                                                  |                                                                  |                                                                  |
| Sezóna                                   | Liga                                                             | Úroveň                                                           | Z                                                                | V                                                                | R                                                                | P                                                                | VG                                                               | OG                                                               | +/-                                                              | B                                                                | Pozice                                                           |
| 1939/1940                                | Východočeská divize                                              | 2                                                                | 18                                                               | 8                                                                | 4                                                                | 6                                                                | 48                                                               | 40                                                               | +8                                                               | 20                                                               | 6.                                                               |
| 1940/1941                                | Východočeská divize                                              | 2                                                                | 22                                                               | 7                                                                | 1                                                                | 14                                                               | 52                                                               | 63                                                               | -11                                                              | 15                                                               | 11.                                                              |
| 1941/1942                                | I. A třída                                                       | 3                                                                | ...                                                              | ...                                                              | ...                                                              | ...                                                              | ...                                                              | ...                                                              | ...                                                              | ...                                                              | 1.                                                               |
| 1942/1943                                | Východočeská divize                                              | 2                                                                | 22                                                               | 8                                                                | 1                                                                | 13                                                               | 55                                                               | 65                                                               | -10                                                              | 17                                                               | 9.                                                               |
| 1943/1944                                | Východočeská divize                                              | 2                                                                | 22                                                               | 11                                                               | 0                                                                | 11                                                               | 61                                                               | 58                                                               | +3                                                               | 22                                                               | 5.                                                               |
| 1944/1945                                | Fotbalová liga se nehrála, stejně tak i nižší fotbalové soutěže. | Fotbalová liga se nehrála, stejně tak i nižší fotbalové soutěže. | Fotbalová liga se nehrála, stejně tak i nižší fotbalové soutěže. | Fotbalová liga se nehrála, stejně tak i nižší fotbalové soutěže. | Fotbalová liga se nehrála, stejně tak i nižší fotbalové soutěže. | Fotbalová liga se nehrála, stejně tak i nižší fotbalové soutěže. | Fotbalová liga se nehrála, stejně tak i nižší fotbalové soutěže. | Fotbalová liga se nehrála, stejně tak i nižší fotbalové soutěže. | Fotbalová liga se nehrála, stejně tak i nižší fotbalové soutěže. | Fotbalová liga se nehrála, stejně tak i nižší fotbalové soutěže. | Fotbalová liga se nehrála, stejně tak i nižší fotbalové soutěže. |
| Československo (1945 – 1993)             |                                                                  |                                                                  |                                                                  |                                                                  |                                                                  |                                                                  |                                                                  |                                                                  |                                                                  |                                                                  |                                                                  |
| Sezóna                                   | Liga                                                             | Úroveň                                                           | Z                                                                | V                                                                | R                                                                | P                                                                | VG                                                               | OG                                                               | +/-                                                              | B                                                                | Pozice                                                           |
| 1945/1946                                | Východočeská divize                                              | 2                                                                | 22                                                               | 14                                                               | 7                                                                | 1                                                                | 107                                                              | 49                                                               | +58                                                              | 35                                                               | 1.                                                               |
| 1946/1947                                | Východočeská divize                                              | 2                                                                | 22                                                               | 10                                                               | 1                                                                | 11                                                               | 57                                                               | 68                                                               | -11                                                              | 21                                                               | 7.                                                               |
| 1947/1948                                | Východočeská divize                                              | 2                                                                | 22                                                               | 5                                                                | 3                                                                | 14                                                               | 47                                                               | 73                                                               | -26                                                              | 13                                                               | 12.                                                              |
| 1949                                     | Zemská soutěž – sk. ?                                            | 3                                                                | ...                                                              | ...                                                              | ...                                                              | ...                                                              | ...                                                              | ...                                                              | ...                                                              | ...                                                              |                                                                  |
| 1950                                     | Krajská soutěž – sk. ?                                           | 4                                                                | ...                                                              | ...                                                              | ...                                                              | ...                                                              | ...                                                              | ...                                                              | ...                                                              | ...                                                              |                                                                  |
| 1951                                     | Krajská soutěž – Hradec Králové                                  | 2                                                                | 18                                                               | 7                                                                | 2                                                                | 9                                                                | 49                                                               | 47                                                               | +2                                                               | 16                                                               | 6.                                                               |
| 1952                                     | Krajský přebor – Hradec Králové                                  | 2                                                                | 22                                                               | 17                                                               | 3                                                                | 2                                                                | 103                                                              | 21                                                               | +82                                                              | 37                                                               | 1.                                                               |
| 1953                                     | Celostátní československá soutěž – sk. A                         | 2                                                                | 11                                                               | 4                                                                | 5                                                                | 2                                                                | 23                                                               | 17                                                               | +6                                                               | 13                                                               | 5.                                                               |
| 1954                                     | Celostátní československá soutěž – sk. A                         | 2                                                                | 18                                                               | 10                                                               | 1                                                                | 7                                                                | 29                                                               | 25                                                               | +4                                                               | 21                                                               | 4.                                                               |
| 1955                                     | Celostátní československá soutěž – sk. A                         | 2                                                                | 22                                                               | 18                                                               | 1                                                                | 3                                                                | 50                                                               | 17                                                               | +33                                                              | 37                                                               | 1.                                                               |
| 1956                                     | 1. liga                                                          | 1                                                                | 22                                                               | 9                                                                | 3                                                                | 10                                                               | 30                                                               | 40                                                               | -10                                                              | 21                                                               | 7.                                                               |
| 1957/1958                                | 1. liga                                                          | 1                                                                | 33                                                               | 9                                                                | 7                                                                | 17                                                               | 52                                                               | 76                                                               | -24                                                              | 25                                                               | 11.                                                              |
| 1958/1959                                | 2. liga – sk. A                                                  | 2                                                                | 26                                                               | 21                                                               | 2                                                                | 3                                                                | 90                                                               | 21                                                               | +69                                                              | 44                                                               | 1.                                                               |
| 1959/1960                                | 1. liga                                                          | 1                                                                | 26                                                               | 13                                                               | 8                                                                | 5                                                                | 43                                                               | 27                                                               | +16                                                              | 34                                                               | 1.                                                               |
| 1960/1961                                | 1. liga                                                          | 1                                                                | 26                                                               | 9                                                                | 7                                                                | 10                                                               | 32                                                               | 35                                                               | -3                                                               | 25                                                               | 8.                                                               |
| 1961/1962                                | 1. liga                                                          | 1                                                                | 26                                                               | 9                                                                | 10                                                               | 7                                                                | 44                                                               | 43                                                               | +1                                                               | 28                                                               | 6.                                                               |
| 1962/1963                                | 1. liga                                                          | 1                                                                | 26                                                               | 11                                                               | 5                                                                | 10                                                               | 38                                                               | 36                                                               | +2                                                               | 27                                                               | 5.                                                               |
| 1963/1964                                | 1. liga                                                          | 1                                                                | 26                                                               | 8                                                                | 2                                                                | 16                                                               | 45                                                               | 51                                                               | -6                                                               | 18                                                               | 13.                                                              |
| 1964/1965                                | 2. liga – sk. A                                                  | 2                                                                | 26                                                               | 17                                                               | 3                                                                | 6                                                                | 46                                                               | 19                                                               | +27                                                              | 37                                                               | 2.                                                               |
| 1965/1966                                | 1. liga                                                          | 1                                                                | 26                                                               | 8                                                                | 9                                                                | 9                                                                | 29                                                               | 34                                                               | +5                                                               | 25                                                               | 8.                                                               |
| 1966/1967                                | 1. liga                                                          | 1                                                                | 26                                                               | 5                                                                | 6                                                                | 15                                                               | 28                                                               | 48                                                               | -20                                                              | 16                                                               | 14.                                                              |
| 1967/1968                                | 2. liga – sk. A                                                  | 2                                                                | 26                                                               | 12                                                               | 9                                                                | 5                                                                | 38                                                               | 24                                                               | +14                                                              | 33                                                               | 3.                                                               |
| 1968/1969                                | 2. liga – sk. A                                                  | 2                                                                | 26                                                               | 15                                                               | 3                                                                | 8                                                                | 46                                                               | 19                                                               | +27                                                              | 33                                                               | 9.                                                               |
| 1969/1970                                | 2. liga                                                          | 2                                                                | 30                                                               | 11                                                               | 6                                                                | 13                                                               | 48                                                               | 41                                                               | +7                                                               | 28                                                               | 9.                                                               |
| 1970/1971                                | 2. liga                                                          | 2                                                                | 30                                                               | 10                                                               | 7                                                                | 13                                                               | 29                                                               | 38                                                               | -9                                                               | 27                                                               | 11.                                                              |
| 1971/1972                                | 2. liga                                                          | 2                                                                | 30                                                               | 14                                                               | 12                                                               | 4                                                                | 35                                                               | 18                                                               | +17                                                              | 40                                                               | 1.                                                               |
| 1972/1973                                | 1. liga                                                          | 1                                                                | 30                                                               | 9                                                                | 5                                                                | 16                                                               | 25                                                               | 55                                                               | -30                                                              | 23                                                               | 16.                                                              |
| 1973/1974                                | 2. liga                                                          | 2                                                                | 30                                                               | 11                                                               | 8                                                                | 11                                                               | 39                                                               | 36                                                               | +3                                                               | 30                                                               | 7.                                                               |
| 1974/1975                                | 2. liga                                                          | 2                                                                | 30                                                               | 8                                                                | 10                                                               | 12                                                               | 30                                                               | 30                                                               | 0                                                                | 26                                                               | 14.                                                              |
| 1975/1976                                | 3. liga – sk. B                                                  | 3                                                                | 30                                                               | 10                                                               | 9                                                                | 11                                                               | 41                                                               | 26                                                               | +15                                                              | 29                                                               | 11.                                                              |
| 1976/1977                                | 3. liga – sk. B                                                  | 3                                                                | 30                                                               | 17                                                               | 5                                                                | 8                                                                | 56                                                               | 27                                                               | +29                                                              | 39                                                               | 2.                                                               |
| 1977/1978                                | ČNFL – sk. B                                                     | 2                                                                | 30                                                               | 11                                                               | 12                                                               | 7                                                                | 38                                                               | 36                                                               | +2                                                               | 34                                                               | 3.                                                               |
| 1978/1979                                | ČNFL – sk. B                                                     | 2                                                                | 30                                                               | 10                                                               | 8                                                                | 12                                                               | 35                                                               | 44                                                               | -9                                                               | 28                                                               | 12.                                                              |
| 1979/1980                                | ČNFL – sk. B                                                     | 2                                                                | 30                                                               | 16                                                               | 6                                                                | 8                                                                | 56                                                               | 34                                                               | +22                                                              | 38                                                               | 1.                                                               |
| 1980/1981                                | 1. liga                                                          | 1                                                                | 30                                                               | 10                                                               | 5                                                                | 15                                                               | 31                                                               | 43                                                               | -12                                                              | 25                                                               | 15.                                                              |
| 1981/1982                                | 1. ČNFL                                                          | 2                                                                | 30                                                               | 9                                                                | 8                                                                | 13                                                               | 31                                                               | 39                                                               | -8                                                               | 26                                                               | 11.                                                              |
| 1982/1983                                | 1. ČNFL                                                          | 2                                                                | 30                                                               | 6                                                                | 9                                                                | 15                                                               | 29                                                               | 41                                                               | -12                                                              | 21                                                               | 15.                                                              |
| 1983/1984                                | 2. ČNFL – sk. B                                                  | 3                                                                | 30                                                               | 17                                                               | 7                                                                | 6                                                                | 52                                                               | 28                                                               | +24                                                              | 41                                                               | 1.                                                               |
| 1984/1985                                | 1. ČNFL                                                          | 2                                                                | 30                                                               | 13                                                               | 6                                                                | 11                                                               | 47                                                               | 29                                                               | +18                                                              | 32                                                               | 6.                                                               |
| 1985/1986                                | 1. ČNFL                                                          | 2                                                                | 30                                                               | 13                                                               | 7                                                                | 10                                                               | 56                                                               | 36                                                               | +20                                                              | 33                                                               | 7.                                                               |
| 1986/1987                                | 1. ČNFL                                                          | 2                                                                | 30                                                               | 16                                                               | 11                                                               | 3                                                                | 51                                                               | 20                                                               | +31                                                              | 43                                                               | 1.                                                               |
| 1987/1988                                | 1. liga                                                          | 1                                                                | 30                                                               | 8                                                                | 11                                                               | 11                                                               | 32                                                               | 52                                                               | -20                                                              | 27                                                               | 14.                                                              |
| 1988/1989                                | 1. liga                                                          | 1                                                                | 30                                                               | 6                                                                | 7                                                                | 17                                                               | 32                                                               | 58                                                               | -26                                                              | 19                                                               | 16.                                                              |
| 1989/1990                                | 1. ČNFL                                                          | 2                                                                | 30                                                               | 21                                                               | 5                                                                | 4                                                                | 54                                                               | 16                                                               | +38                                                              | 47                                                               | 1.                                                               |
| 1990/1991                                | 1. liga                                                          | 1                                                                | 30                                                               | 10                                                               | 7                                                                | 13                                                               | 33                                                               | 52                                                               | -19                                                              | 27                                                               | 14.                                                              |
| 1991/1992                                | 1. liga                                                          | 1                                                                | 30                                                               | 7                                                                | 8                                                                | 15                                                               | 22                                                               | 39                                                               | -17                                                              | 22                                                               | 12.                                                              |
| 1992/1993                                | 1. liga                                                          | 1                                                                | 30                                                               | 10                                                               | 7                                                                | 13                                                               | 32                                                               | 36                                                               | -4                                                               | 27                                                               | 9.                                                               |
| Česko (1993 – )                          |                                                                  |                                                                  |                                                                  |                                                                  |                                                                  |                                                                  |                                                                  |                                                                  |                                                                  |                                                                  |                                                                  |
| Sezóna                                   | Liga                                                             | Úroveň                                                           | Z                                                                | V                                                                | R                                                                | P                                                                | VG                                                               | OG                                                               | +/-                                                              | B                                                                | Pozice                                                           |
| 1993/1994                                | 1. liga                                                          | 1                                                                | 30                                                               | 9                                                                | 6                                                                | 15                                                               | 29                                                               | 40                                                               | -11                                                              | 24                                                               | 13.                                                              |
| 1994/1995                                | 1. liga                                                          | 1                                                                | 30                                                               | 10                                                               | 6                                                                | 14                                                               | 35                                                               | 45                                                               | -10                                                              | 36                                                               | 12.                                                              |
| 1995/1996                                | 1. liga                                                          | 1                                                                | 30                                                               | 8                                                                | 5                                                                | 17                                                               | 28                                                               | 46                                                               | -18                                                              | 29                                                               | 14.                                                              |
| 1996/1997                                | 1. liga                                                          | 1                                                                | 30                                                               | 5                                                                | 13                                                               | 12                                                               | 22                                                               | 39                                                               | +17                                                              | 28                                                               | 14.                                                              |
| 1997/1998                                | Gambrinus liga                                                   | 1                                                                | 30                                                               | 8                                                                | 10                                                               | 12                                                               | 25                                                               | 36                                                               | -11                                                              | 34                                                               | 11.                                                              |
| 1998/1999                                | Gambrinus liga                                                   | 1                                                                | 30                                                               | 11                                                               | 6                                                                | 13                                                               | 33                                                               | 40                                                               | -7                                                               | 39                                                               | 8.                                                               |
| 1999/2000                                | Gambrinus liga                                                   | 1                                                                | 30                                                               | 4                                                                | 11                                                               | 15                                                               | 21                                                               | 38                                                               | -17                                                              | 23                                                               | 16.                                                              |
| 2000/2001                                | 2. liga                                                          | 2                                                                | 30                                                               | 19                                                               | 9                                                                | 2                                                                | 55                                                               | 28                                                               | +27                                                              | 66                                                               | 1.                                                               |
| 2001/2002                                | Gambrinus liga                                                   | 1                                                                | 30                                                               | 9                                                                | 8                                                                | 13                                                               | 28                                                               | 42                                                               | -14                                                              | 35                                                               | 12.                                                              |
| 2002/2003                                | Gambrinus liga                                                   | 1                                                                | 30                                                               | 3                                                                | 13                                                               | 14                                                               | 23                                                               | 54                                                               | -31                                                              | 22                                                               | 16.                                                              |
| 2003/2004                                | 2. liga                                                          | 2                                                                | 30                                                               | 9                                                                | 12                                                               | 9                                                                | 27                                                               | 30                                                               | -3                                                               | 39                                                               | 7.                                                               |
| 2004/2005                                | 2. liga                                                          | 2                                                                | 30                                                               | 10                                                               | 7                                                                | 12                                                               | 39                                                               | 38                                                               | +1                                                               | 34                                                               | 6.                                                               |
| 2005/2006                                | 2. liga                                                          | 2                                                                | 30                                                               | 13                                                               | 10                                                               | 7                                                                | 31                                                               | 28                                                               | +3                                                               | 49                                                               | 4.                                                               |
| 2006/2007                                | 2. liga                                                          | 2                                                                | 30                                                               | 11                                                               | 10                                                               | 9                                                                | 41                                                               | 34                                                               | +7                                                               | 43                                                               | 7.                                                               |
| 2007/2008                                | 2. liga                                                          | 2                                                                | 30                                                               | 13                                                               | 11                                                               | 6                                                                | 34                                                               | 24                                                               | +10                                                              | 50                                                               | 4.                                                               |
| 2008/2009                                | 2. liga                                                          | 2                                                                | 30                                                               | 7                                                                | 14                                                               | 9                                                                | 36                                                               | 32                                                               | +4                                                               | 35                                                               | 13.                                                              |
| 2009/2010                                | 2. liga                                                          | 2                                                                | 30                                                               | 20                                                               | 8                                                                | 2                                                                | 47                                                               | 18                                                               | +29                                                              | 68                                                               | 1.                                                               |
| 2010/2011                                | Gambrinus liga                                                   | 1                                                                | 30                                                               | 11                                                               | 8                                                                | 11                                                               | 26                                                               | 36                                                               | -10                                                              | 41                                                               | 8.                                                               |
| 2011/2012                                | Gambrinus liga                                                   | 1                                                                | 30                                                               | 8                                                                | 7                                                                | 15                                                               | 22                                                               | 38                                                               | -16                                                              | 31                                                               | 13.                                                              |
| 2012/2013                                | Gambrinus liga                                                   | 1                                                                | 30                                                               | 5                                                                | 10                                                               | 15                                                               | 27                                                               | 44                                                               | -17                                                              | 25                                                               | 16.                                                              |
| 2013/2014                                | Fotbalová národní liga                                           | 2                                                                | 30                                                               | 18                                                               | 7                                                                | 5                                                                | 54                                                               | 27                                                               | +27                                                              | 61                                                               | 2.                                                               |
| 2014/2015                                | Synot liga                                                       | 1                                                                | 30                                                               | 6                                                                | 7                                                                | 17                                                               | 26                                                               | 52                                                               | -26                                                              | 25                                                               | 15.                                                              |
| 2015/2016                                | Fotbalová národní liga                                           | 2                                                                | 28                                                               | 17                                                               | 8                                                                | 3                                                                | 45                                                               | 16                                                               | +29                                                              | 59                                                               | 2.                                                               |
| 2016/2017                                | ePojisteni.cz liga                                               | 1                                                                | 30                                                               | 8                                                                | 3                                                                | 19                                                               | 29                                                               | 51                                                               | −22                                                              | 27                                                               | 15.                                                              |
| 2017/2018                                | Fortuna národní liga                                             | 2                                                                | 30                                                               | 14                                                               | 8                                                                | 8                                                                | 50                                                               | 36                                                               | +14                                                              | 50                                                               | 4.                                                               |
| 2018/2019                                | Fortuna:Národní liga                                             | 2                                                                | 30                                                               | 15                                                               | 8                                                                | 7                                                                | 36                                                               | 18                                                               | +18                                                              | 53                                                               | 4.                                                               |
| 2019/2020                                | Fortuna:Národní liga                                             | 2                                                                | 30                                                               | 15                                                               | 9                                                                | 6                                                                | 54                                                               | 29                                                               | +25                                                              | 54                                                               | 4.                                                               |
| 2020/2021                                | Fortuna:Národní liga                                             | 2                                                                | 26                                                               | 17                                                               | 7                                                                | 2                                                                | 51                                                               | 22                                                               | +29                                                              | 58                                                               | 1.                                                               |
| 2021/2022                                | Fortuna:Liga                                                     | 1                                                                | 35                                                               | 10                                                               | 14                                                               | 11                                                               | 44                                                               | 52                                                               | +8                                                               | 44                                                               | 6.                                                               |
| 2022/2023                                | Fortuna:Liga                                                     | 1                                                                | 30                                                               | 11                                                               | 5                                                                | 14                                                               | 34                                                               | 40                                                               | -6                                                               | 38                                                               | 7.                                                               |
| 2023/2024                                | Fortuna:Liga                                                     | 1                                                                | 30                                                               | 9                                                                | 10                                                               | 11                                                               | 32                                                               | 38                                                               | -6                                                               | 37                                                               | 9.                                                               |
| 2024/2025                                | Chance Liga                                                      | 1                                                                | 30                                                               | 11                                                               | 7                                                                | 12                                                               | 33                                                               | 31                                                               | +2                                                               | 40                                                               | 9.                                                               |

Poznámky
- 1976/1977: Po sezóně proběhla reorganizace nižších soutěží, 3. liga byla zrušena – prvních 9 mužstev postupovalo do 1. ČNFL (2. nejvyšší soutěž), zbylá mužstva sestoupila do příslušných divizních skupin (nově 3. nejvyšší soutěž).

## Přehled výsledků v evropských pohárech
Pozn.: Tučně je zaznamenán výsledek na domácím hřišti.
| Sezóna    | Soutěž          | Kolo        | Země            | Klub               | 1. záp. | 2. záp. | Skóre          | Střelci branek Hradce Králové               |
| --------- | --------------- | ----------- | --------------- | ------------------ | ------- | ------- | -------------- | ------------------------------------------- |
| 1960/1961 | PMEZ            | předkolo    | Rumunsko        | FC Steaua Bukurešť |         |         | kontumačně     |                                             |
|           | PMEZ            | 1. kolo     | Řecko           | Panathinaikos FC   | 1:0     | 0:0     | 1:0            | Šonka                                       |
|           | PMEZ            | čtvrtfinále | Španělsko       | FC Barcelona       | 0:4     | 1:1     | 1:5            | Zikán                                       |
| 1995/1996 | PVP             | předkolo    | Lichtenštejnsko | FC Vaduz           | 5:0     | 9:1     | 14:1           | Samec, Ptáček, Černý, Urban, Vrábel, Šmarda |
|           | PVP             | 1. kolo     | Dánsko          | FC Kodaň           | 5:0     | 2:2     | 7:2            | Samec, Ptáček, Černý, Hynek, Urbánek, Rehák |
|           | PVP             | 2. kolo     | Rusko           | FK Dynamo Moskva   | 0:1     | 1:0     | 1:1 (1:3 p.k.) | Kaplan                                      |
| 1998      | Pohár Intertoto | 1. kolo     | Lucembursko     | FC Hobscheid       | 0:0     | 2:1     | 2:1            | Černý, Koubek                               |
|           | Pohár Intertoto | 2. kolo     | Maďarsko        | Debreceni VSC      | 0:0     | 1:1     | 1:1            | Jukl                                        |
| 1999      | Pohár Intertoto | 1. kolo     | Bělorusko       | FK Gomel           | 1:0     | 0:1     | 1:1            | Záleský                                     |

## Klubové rekordy
- Největší výhra v české lize: 5–0 nad SK Benešov, 1. leden 1995
- Největší výhra v československé lize: 7–1 nad FK Motorlet Praha,1963/64
- Největší prohra v české lize: 1–7 s SK Slavia Praha, 29. srpen 1997
- Největší prohra v československé lize: 1–10 s Baníkem Ostrava, 1959/1960
- Nejvíce startů: Karel Podhajský, 208
- Nejlepší střelec v historii: Milouš Kvaček a Zdeněk Zikán, 50
- Nejvíce gólů v jedné sezóně: Milouš Kvaček, 15

### Nejlepší střelci
- 1993/1994 – David Breda a Richard Jukl (Každý 7 branek, 1. liga)
- 1994/1995 – Richard Jukl (8 branek, 1. liga)
- 1995/1996 – Pavel Černý st. (10 branek, 1. liga)
- 1996/1997 – Roman Gibala (4 branky, 1. liga)
- 1997/1998 – František Koubek (5 branek, 1. liga)
- 1998/1999 – František Koubek (11 branek, 1. liga)
- 1999/2000 – Jan Kraus (5 branek, 1. liga)
- 2000/2001 – Pavel Černý st. (17 branek, 2. liga)
- 2001/2002 – Rudolf Skácel (6 branek, 1. liga)
- 2002/2003 – Pavel Krmaš (5 branek, 1. liga)
- 2003/2004 – Roman Jůn (7 branek, 2. liga)
- 2004/2005 – Jan Kraus (7 branek, 2. liga)
- 2005/2006 – Dalibor Karnay (5 branek, 2. liga)
- 2006/2007 – Pavel Černý ml. a Paul Munster (Každý 6 branek, 2. liga)
- 2007/2008 – Václav Pilař (7 branek, 2. liga)
- 2008/2009 – Pavel Dvořák (9 branek, 2. liga)
- 2009/2010 – Pavel Černý ml. (14 branek, 2. liga)
- 2010/2011 – Pavel Dvořák (5 branek, 1. liga)
- 2011/2012 – Pavel Dvořák (7 branek, 1. liga)
- 2012/2013 – Jan Šisler a Dušan Uškovič (Každý 6 branek, 1. liga)
- 2013/2014 – David Vaněček (17 branek, 2. liga)
- 2014/2015 – Pavel Dvořák (9 branek, 1. liga)
- 2015/2016 – Jan Pázler (17 branek, 2. liga)
- 2016/2017 – Jan Pázler (5 branek, 1. liga)
- 2017/2018 – Jan Pázler (21 branek, 2. liga)
- 2018/2019 – Adam Vlkanova (7 branek, 2. liga)
- 2019/2020 – Adam Vlkanova (13 branek, 2. liga)
- 2020/2021 – Pavel Dvořák (10 branek, 2. liga)
- 2021/2022 – Jakub Rada (9 branek, 1. liga)
- 2022/2023 – Filip Kubala a Daniel Vašulín (Každý 7 branek, 1. liga)
- 2023/2024 – Daniel Vašulín (7 branek, 1. liga)
- 2024/2025 – Adam Vlkanova (7 branek, 1. liga)

## Osobnosti klubu
K nejznámějším hráčům patří: Jiří Hledík, Zdeněk Zikán, Edmund Schmidt, Dušan Uhrin, Oldřich Rott, Ivo Lubas, Ivo Ulich, Vratislav Lokvenc, Luboš Kubík, Milan Frýda, Václav Němeček, Pavel Černý st., Rudolf Skácel, Jaroslav Plašil, Karel Piták, Filip Klapka, Václav Pilař, Pavel Krmaš, Jan Musil.

## Trenéři
- Josef Bican (1952–1953)
- Karel Sklenička (1957–1958)
- Jiří Zástěra (1959–1960)
- Oldřich Šubrt (1961–1964)
- František Havránek (1964–1966)
- Ota Hemele (1968–1969)
- Zdeněk Krejčí – poprvé (1969–1973)
- František Cerman (1974)
- Josef Souček (1975)
- Ladislav Moník (1977–1978)
- Rudolf Šindler (1979–1980)
- Dušan Uhrin (1980–1981)
- Zdeněk Hajský (1981–1982)
- Ladislav Moník (1982)
- Milan Šmarda – poprvé (1983)
- Zdeněk Krejčí – podruhé (1984–1986)
- Milan Kollár (1986–1987)
- Rudolf Šindler (1987)
- Milan Šmarda – podruhé (1988)
- Karol Dobiaš (1988)
- Zdeněk Krejčí – potřetí (1989)
- Jaroslav Dočkal (1990–1991)
- Ladislav Škorpil – poprvé (1991–1993)
- Štefan Nadzam (1993–1994)
- Petr Pálka (1994–1995)
- Luděk Zajíc (1995–1996)
- Dušan Radolský (1996)
- Vladimír Táborský (1996–1997)
- Jaroslav Hřebík (1997–1998)
- Ladislav Škorpil – podruhé (1998)
- Stanislav Kocourek (1999)
- Milan Petřík (1999)
- Petr Uličný (2000–2003)
- Leoš Kalvoda (2003)
- Martin Pulpit (2004)
- Juraj Šimurka (2004–2005)
- Luděk Klusáček (2006–2007)
- Pavel Malura (2008–2009)
- Václav Kotal (2009–2012)
- Jiří Plíšek (2012–2013)
- Luboš Prokopec (2013–2014)
- Bohuslav Pilný (2014–2015)
- Milan Frimmel (2015–2017)
- Karel Havlíček (2017–2018)
- Zdenko Frťala (2018–2021)
- Miroslav Koubek (2021–2023)
- Stanislav Hejkal (2023)
- Jozef Weber (2023)
- Václav Kotal – podruhé (2023–2024)
- David Horejš – (2024–)